# Noxtepec
Noxtepec es un pequeño poblado ubicado en el norte del estado mexicano de Guerrero. Actualmente forma parte del municipio de Tetipac y cuenta con cerca de 500 habitantes. Sus actividades principales son la agricultura de subsistencia y el ganado de pastoreo. La voz Noxtepec parece provenir de los vocablos nahuas nochtli que significa “tuna”, o “fruto de tuna” o bien nopalli que significa “plantar hojas de tuna”; y tepetl, “cerro o monte alto”, por lo que el nombre se traduce como “cerro de los nopales” o “cerro de tunas”

## Historia
La población se constituyó por pueblos chontales en el siglo IX o X de nuestra era, después del desvanecimiento de la civilización denominada Teotihuacana. Al igual que toda la región norte del actual estado de Guerrero, hacia 1474 Noxtepec es subyugada por los mexicas encabezados por el huey tlatoani Axayácatl. Queda evidente este dominio en el Códice Mendoza, donde se encuentra la representación de su glifo toponímico en la lámina 36 del manuscrito junto con el de Tetipac; del mismo se concluye que el pueblo de Noxtepec quedó bajo la jurisdicción tributaria el señorío de Taxco, al ser este el más importante y el más cercano, ubicado a menos de 20 kilómetros.
Según el cronista de la localidad, Humberto Martínez Ángeles, entre 1436 y 1440, Noxtepec fue invitado a unirse a los aztecas en
contra del señorío de Cuaunáhuac, sin embargo, al negarse fue dominado en ese último año por Moctezuma Ilhuicamina, de quien se
emancipa hacia 1450, quedando totalmente bajo dominio azteca.
Según la investigación del cronista, resulta plausible que Cuayatitlali señalada por la historiografía como posible madre del huey tlatoani Cuauhtémoc fuera oriunda de este sitio. Hacia 1521, concretada la conquista de México Tenochtitlán, Juan de Cabra y Molina fue designado para explorar las regiones existentes al sur del Valle de México, junto a Juan de Salcedo; en 1523 es designado explorador de las minas de Tlachco y al poco tiempo es nombrado encomendero de Pilcaya y Noxtepec, así como de Tetipac.
El asentamiento original prehispánico fue rediseñado por los españoles en la misma ubicación. Según la tradición oral el templo católico se comenzó a construir en 1528 y para 1532 ya estaba terminado. El templo original “ha sido reconstruido en varias ocasiones”.
Hacia 1570 el pueblo contaba con dos ermitas de culto: una dedicada a la Señora de la Concepción y la otra a San Esteban, contando además con cinco estancias sujetas, Ololuca (San Gaspar), Acuchapan, Ixtepec, San Juan y San Pedro. En ese año se contabilizaban cerca de 270 tributarios, por lo que se estima que había en ese momento, alrededor de 1 300 habitantes (se decía tributario al jefe de familia; se calcula una familia con tres hijos).
La última modificación importante del templo fue realizada en la década de 1950, siendo remozada la fachada. Recientemente, durante 2014-2015 la torre fue restaurada y rehabilitada por parte del Instituto Nacional de Antropología e Historia (inah).